# ديانغلو بيترسون
ديانغلو بيترسون (بالإنجليزية: DeAngelo Peterson)‏ هو لاعب كرة قدم أمريكية أمريكي، ولد في 11 يناير 1989 في نيو أورلينز في الولايات المتحدة.

## وصلات خارجية
- ديانغلو بيترسون على موقع مرجع كرة القدم المحترفة.كوم (الإنجليزية)
- ديانغلو بيترسون على موقع كلية كرة القدم في سبورتس رفرنس.كوم (الإنجليزية)